# رهلینگن-سیرسبورگ
رهلینگن-سیرسبورگ (به آلمانی: Rehlingen-Siersburg) یک شهر در آلمان است که در Saarlouis واقع شده‌است. رهلینگن-سیرسبورگ ۱۵٬۸۰۵ نفر جمعیت دارد.

## خواهرخوانده
شهر Bouzonville خواهرخواندهٔ رهلینگن-سیرسبورگ هست.